# Építésügyi Műszaki Szabályozási Bizottság
Az Építésügyi Műszaki Szakértői Bizottság (ÉMSZB) egy tanácsadó testület, amelyet a 36/2016. (XII. 29.) MvM rendelet hozott létre. 
A Magyar Közlöny 2019. április 4-i számában megjelent az Építésügyi Műszaki Szabályozási Bizottságról szóló 6/2019. (IV. 4.) ITM rendelet, amelynek hatályba lépésétől kezdve az ÉMFB feladatköre kibővült:  az építésügyi műszaki irányelveket az Építésügyi Műszaki Szabályozási Bizottság  dolgozza ki. (Az építésügyi műszaki irányelv alkalmazása önkéntes.)
A 36/2016. (XII. 29.) MvM rendelettel létrehozott Építésügyi Műszaki Szabályozási Bizottság tagjainak kinevezését a 6/2019. (IV. 4.) ITM rendelet hatálybalépése nem érinti.

## Története
2017. május 15-én az ÉMI Építésügyi Minőségellenőrző Innovációs Nonprofit Kft. szentendrei Tudásközpontjában tartotta alakuló ülését az Építésügyi Műszaki Szabályozási Bizottság.
A testületet az építésügyért felelős, Miniszterelnökséget vezető miniszter hozta létre.

## Feladatköre
Az épített környezet létrehozása és fenntartása érdekében végzett tervezési, építési és üzemeltetési tevékenység területére kiterjedő követelményeket, tevékenységekre vonatkozó módszereket tartalmazó építésügyi műszaki irányelvek elfogadásáért felelős Építésügyi Műszaki Szabályozási Bizottság (a továbbiakban: Bizottság) - az épített környezet alakításáról és védelméről szóló törvényben meghatározottakon túl -
a) figyelemmel kíséri a műszaki haladás vívmányait, elemzi az építésüggyel kapcsolatos hazai és nemzetközi tapasztalatokat, valamint
b) szükség szerint, de legalább 10 évente felülvizsgálja az építésügyi műszaki irányelveket, és tartalmukat indokolt esetben módosítja.
Az új rendelet szerint az Építésügyi Műszaki Szabályozási Bizottság feladatkörébe tartozik az építésüggyel kapcsolatos hazai és nemzetközi tapasztalatok figyelemmel kísérése, valamint az építésügyi műszaki irányelvek felülvizsgálata, módosítása.

## Elnöke és tagjai
A Bizottság elnöke az építésgazdaságért felelős miniszter (innovációs és technológiai miniszter) által kinevezett szakmai vezető. 
A Bizottság tagjai:
a) a Magyar Építész Kamara,
b) a Magyar Mérnöki Kamara,
c) a Magyar Szabványügyi Testület,
d) az Építési Vállalkozók Országos Szakszövetsége,
e) az ÉMI Építésügyi Minőségellenőrző Innovációs Nonprofit Korlátolt Felelősségű Társaság (ÉMI Nonprofit Kft.),
f) a Lechner Tudásközpont Területi, Építészeti és Informatikai Nonprofit Korlátolt Felelősségű Társaság (Lechner Nonprofit Kft.),
g) az Országos Atomenergia Hivatal,
h) a Belügyminisztérium Országos Katasztrófavédelmi Főigazgatóság, valamint
i) az építésügyi szabályozásért és építéshatósági ügyekért felelős miniszter által vezetett minisztérium által delegált egy-egy személy.
A Bizottság titkári feladatait az ÉMI Nonprofit Kft. látja el.